# Université d'État de Minot
L'université d'État de Minot (en anglais : Minot State University ou MSU ou bien encore MiSU) est une université américaine située à Minot dans le Dakota du Nord.

## Source
- (en) Cet article est partiellement ou en totalité issu de l’article de Wikipédia en anglais intitulé « Minot State University » (voir la liste des auteurs).